# Doddendaal (Nijmegen)
De naam Doddendaal heeft betrekking op twee straten in dezelfde buurt in het centrum van de Nederlandse stad Nijmegen. 
De huidige straat Doddendaal is omstreeks 1950 aangelegd. Deze loopt vanaf de Bloemerstraat (aan het Plein 1944) in westelijke richting, tot aan de Parkweg (bij de ingang van het Kronenburgerpark). De Doddendaal kruist daarbij de Titus Brandsmastraat en Regulierstraat en even verderop de Parkdwarsstraat. 
De oude Doddendaal liep iets noordelijker, was ongeveer even lang als de huidige Doddendaal en liep hieraan parallel. Deze straat is deels verdwenen na het bombardement van 22 februari 1944, het westelijke stuk hiervan is nu de Kroonstraat (zie verder #Gewijzigd stratenplan).

## Geschiedenis
De oudste vermelding van de straat Doddendaal in Nijmegen dateert uit 1587. Algemeen wordt aangenomen dat de betreffende straat al ruim een eeuw eerder is aangelegd, namelijk omstreeks 1467. Op de betreffende plek zouden daarvoor een ringmuur en de Oude Gracht (stadsgracht) zijn geweest. De straat wordt tevens vermeld als Doddendaalschestraat en ook nog als Doodendaal. In 1632 zou de eerste bestrating hebben plaatsgevonden.
De naam van de straat is waarschijnlijk afgeleid van het Slot Doddendael in Ewijk en niet andersom, aangezien dit slot al in 1379 wordt vermeld. Mogelijk verwijst de naam oorspronkelijk naar de lisdodde. De betreffende familie die ook het slot oorspronkelijk in bezit had, had tevens enige tijd een herenhuis aan de straat Doddendaal. Dit huis is later eigendom geworden van de graaf van Palsterkamp.
De vroegere Doddendaal begon eveneens op een kruispunt met de Bloemerstraat, dat niet op precies dezelfde plek lag als nu. Aan de andere kant van dat kruispunt liep toen, in oostelijke richting, de Oude Varkensmarkt. Deze twee straten maakten gezamenlijk deel uit van de verbinding tussen de Korte Molenstraat en Broerstraat in het oosten met de Parkweg in het westen.

### 19e eeuw
In 1863 werd er aan de straat een nieuw klooster onder beheer van de Zusters van Liefde geopend. Het Nijmeegse Rooms-Katholiek Parochiaal Armbestuur liet hierop enkele woningen in de straat ombouwen tot scholen.

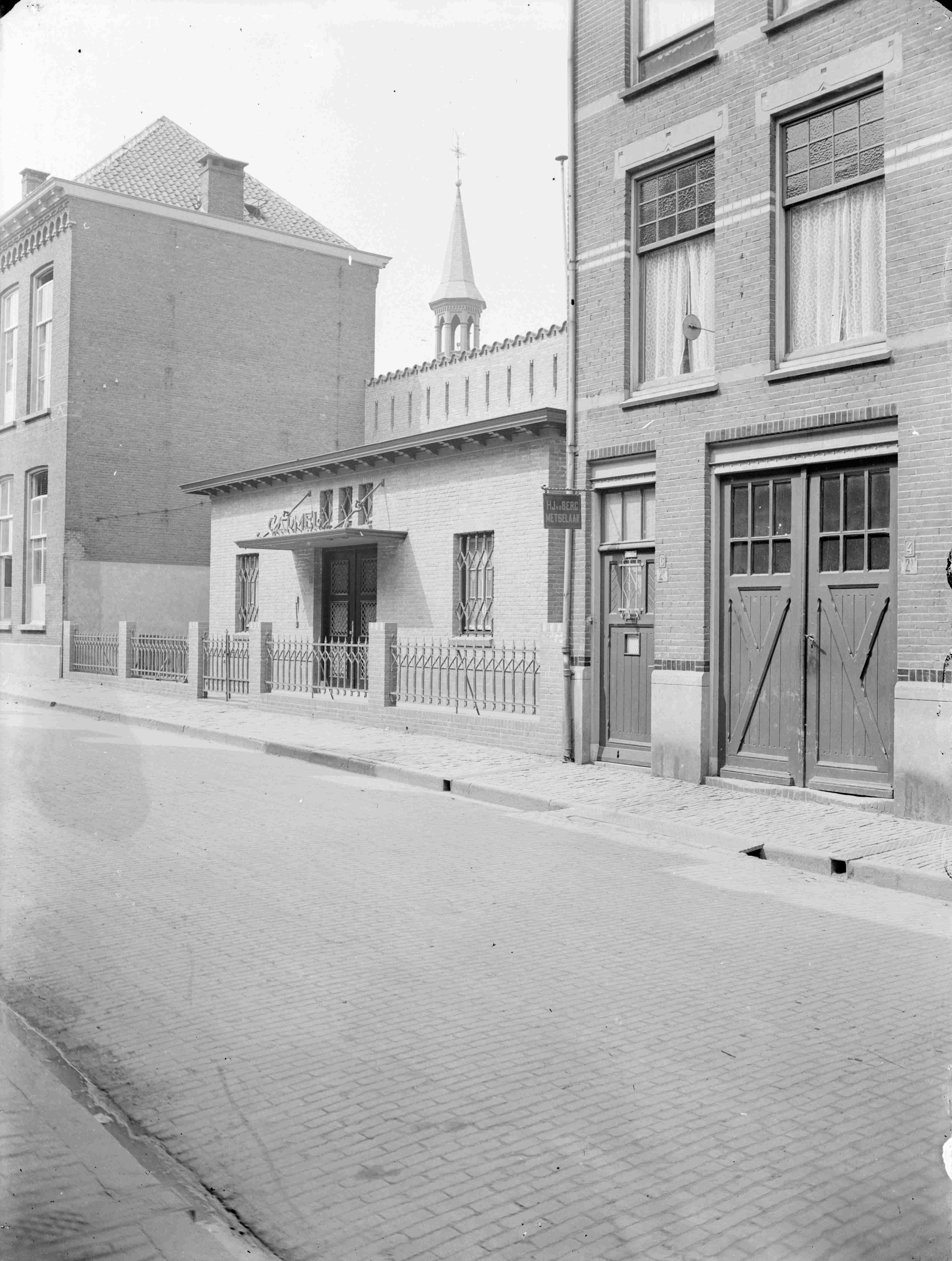
De straat in 1937, met het oude Canisiusziekenhuis (hier inmiddels een klooster)

In de periode 1866-1886 was het Canisiusziekenhuis (het tegenwoordige CWZ) gevestigd aan de Doddendaal. Het was de tweede locatie van dit in 1850 opgerichte ziekenhuis, voordat het naar een wat ruimer pand aan de Houtstraat verhuisde. Later is dit ziekenhuis nog meerdere keren van locatie veranderd.
In 1882 kwam op nr. 49 aan de Doddendaal de Sint-Franciscuskerk (ontworpen door Cornelis van Dijk) gereed. 
Aan de Doddendaal stonden eind 19e en begin 20e eeuw vooral woningen. Aan de Hessenberg stond een rooms-katholiek weeshuis voor arme kinderen. Tot 1638 was dit nog een zusterklooster, waarna het stadsbestuur er een nieuwe bestemming aan gaf.
Omstreeks 1930 werd er in de straat een nieuw klooster ingewijd, het karmelietenklooster van Titus Brandsma. Dit moest zowel een studiehuis als een spiritueel centrum worden. Het klooster was gevestigd in het vroegere pand van het Canisiusziekenhuis, dat in 1928 was opgekocht door de karmelieten en daarna omgevormd tot een convent.

### Verwoesting tijdens WOII
Tijdens de Tweede Wereldoorlog, bij het zware bombardement op Nijmegen door vliegers van de United States Army Air Forces van 22 februari 1944, werd vooral een groot deel van de Bovenstad zwaar getroffen, inclusief het oostelijke stuk van de oude Doddendaal. Hier werd de bebouwing vrijwel geheel verwoest, inclusief de Sint-Franciscuskerk; de kerk was dusdanig beschadigd dat men nog datzelfde jaar tot de sloop hiervan overging. 
Aan de westkant van de straat bleven wat meer panden ongeschonden, waaronder ook het weeshuis. Dit is echter in 1954 gesloopt. Het klooster is na de oorlog ook verdwenen.

### Na WOII

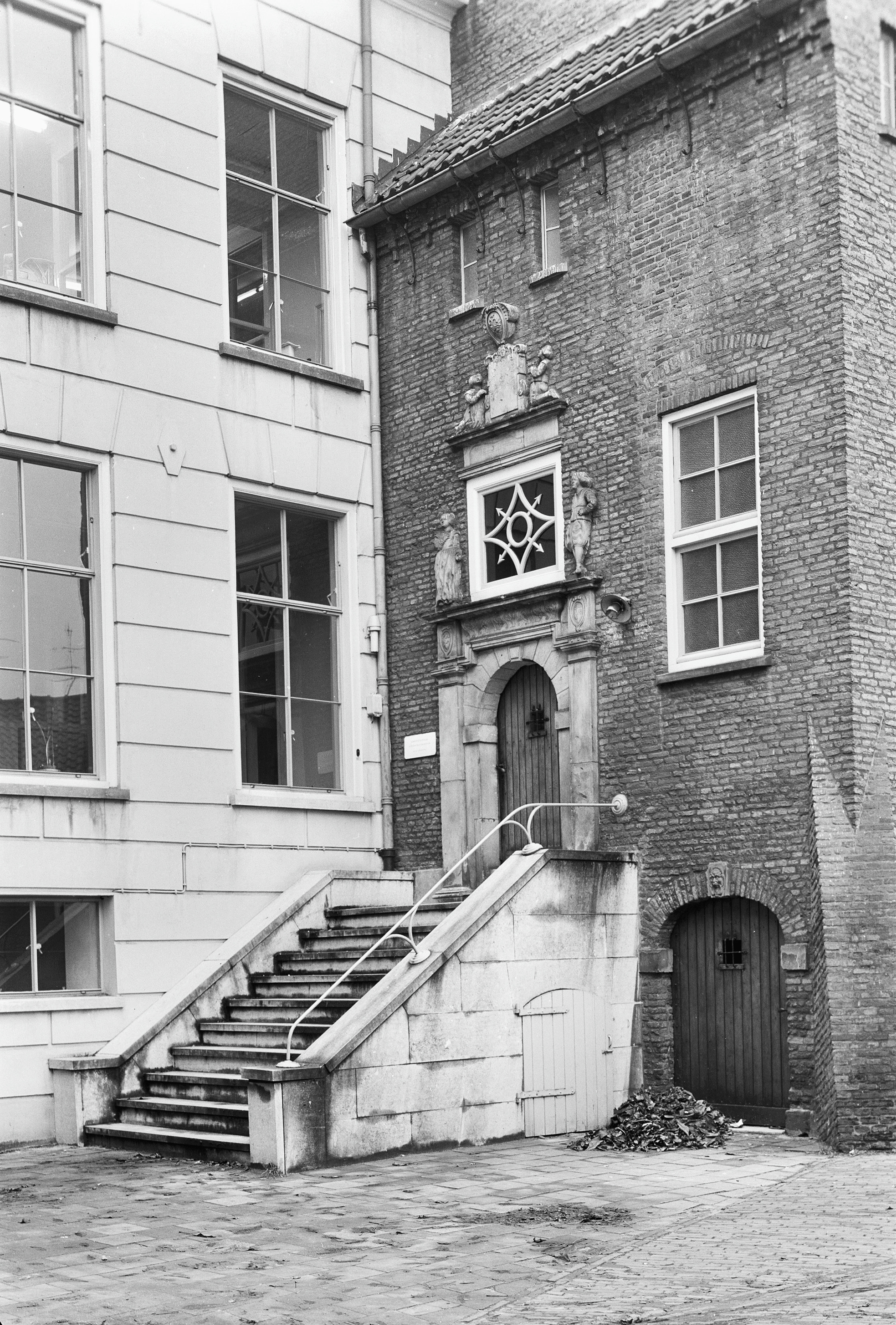
Doddendaal 24, anno 1966

#### Gewijzigd stratenplan
De straatnamen Doddendaal en Achter Valburg werden in december 1950 aanvankelijk allebei ingetrokken. De naam Doddendaal werd hierna opnieuw toegewezen aan een samenvoeging van de vroegere straten Kroonstraat en Achter Valburg, die tot het bombardement iets zuidelijker en parallel aan de oorspronkelijke Doddendaal hadden gelopen.
In 1959 is ook de naam Achter Valburg weer opnieuw toegewezen, nu aan een klein straatje dat de Regulierstraat en Parkdwarsstraat verbindt.
Bij de wederopbouw bleef het hierboven beschreven westelijke stukje van de oorspronkelijke Doddendaal behouden. In 1960 is hier ook de Titus Brandsmakapel gebouwd. Middels een raadsbesluit heeft dit stuk in 1982 de nieuwe naam Kroonstraat gekregen.

#### Kerk en klooster (1951)

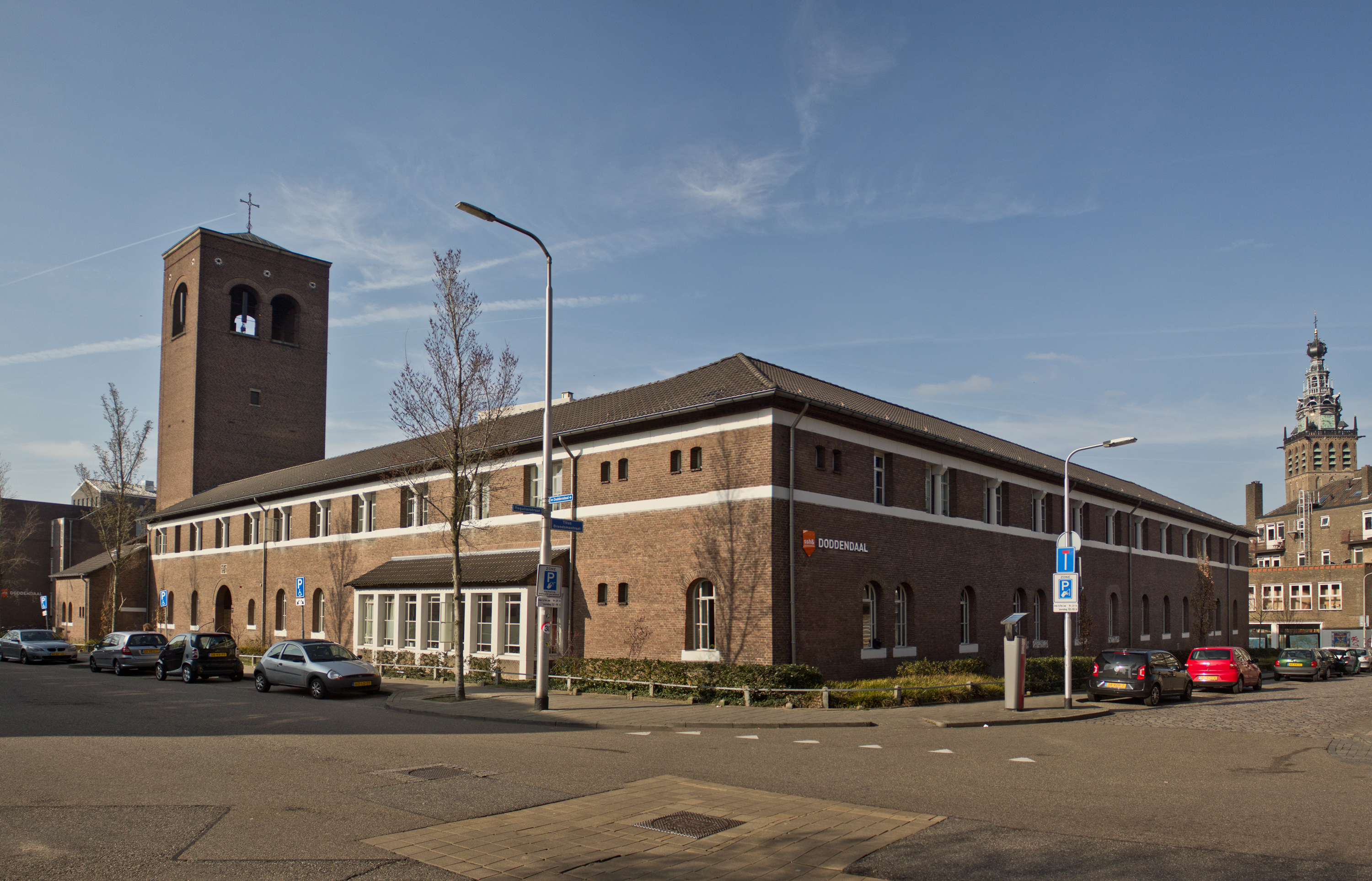
Het voormalige Carmelklooster, nu een studentencomplex

De karmelieten waren door het bombardement van 22 februari 1944 ook hun kerk aan de Augustijnenstraat kwijtgeraakt. Ter vervanging werd in 1950-1951 aan de nieuwe Doddendaal de Karmelkerk gebouwd. Naast deze kerk kwam ook weer een nieuw karmelietenklooster.
De Karmelkerk is echter niet lang in gebruik geweest en werd in 1981 wegens het gebrek aan bezoekers alweer gesloopt; tegenwoordig staan op de betreffende plek appartementen. Het kloostergebouw is wel grotendeels behouden. Het gebied is door de SSH& opgekocht en omgevormd tot een studentencomplex. 